# Turbonilla dalli
Turbonilla dalli är en snäckart som beskrevs av Bush 1899. Turbonilla dalli ingår i släktet Turbonilla och familjen Pyramidellidae. Inga underarter finns listade i Catalogue of Life.

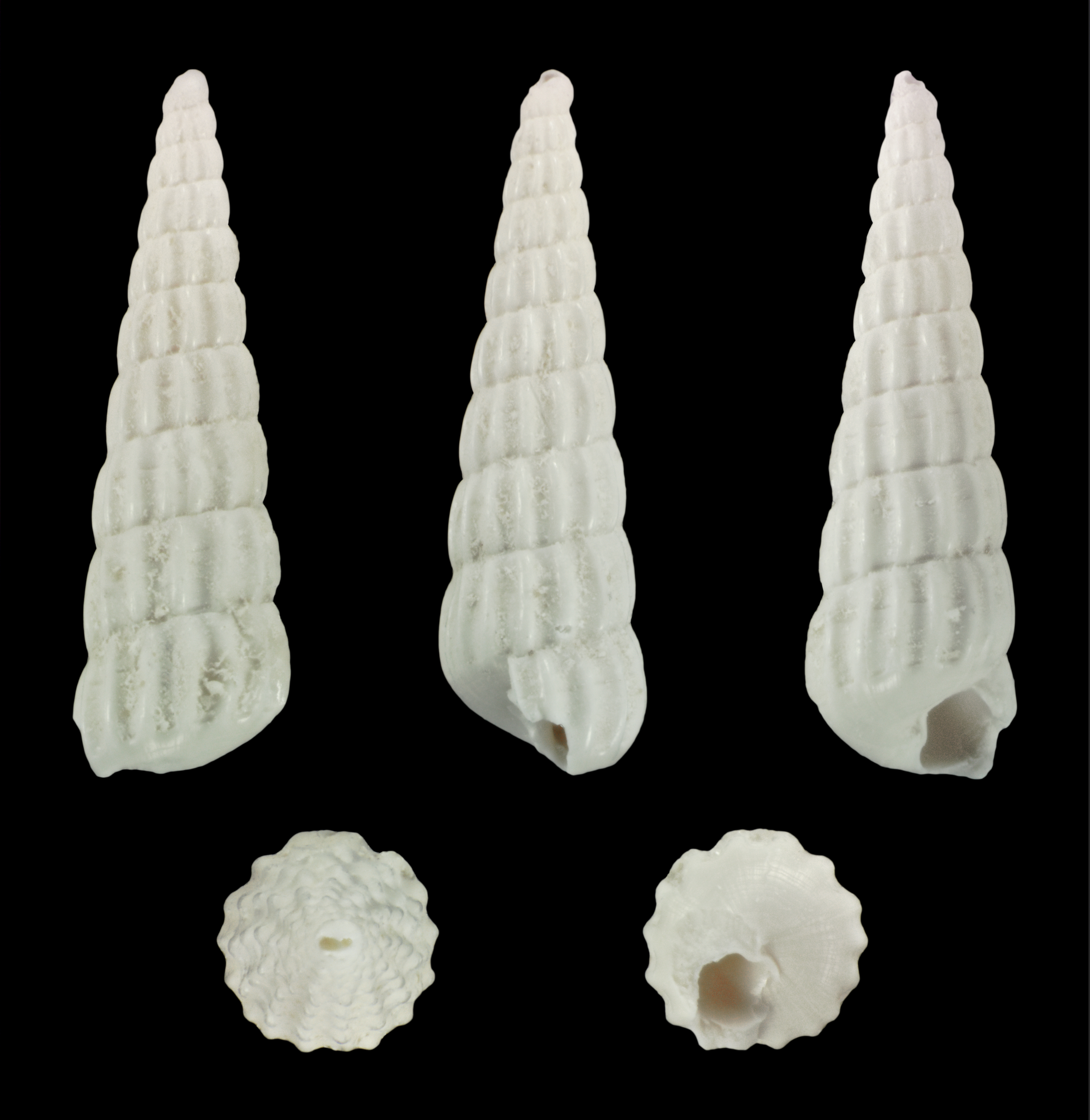
Fossil, Pliocen